# Man from Reno
Man from Reno è un film del 2014 diretto da Dave Boyle.

## Trama
Una straniera nella sempre più strana città di San Francisco, la giallista giapponese Aki è incerta del ruolo che proprio lei deve svolgere in un misterioso omicidio avvenuto nella vita reale che coinvolge l'ambiguo MacGuffins e identità amorfe
.